# Quân xưởng Hải quân Toyokawa
Quân xưởng Hải quân Toyokawa (豊川海軍工廠 Toyokawa kaigun kōshō) là một cơ sở sản xuất quan trọng cho vũ khí máy bay, vũ khí hạng nhẹ và đạn dược của Hải quân Đế quốc Nhật Bản trong Thế chiến thứ hai. Nó nằm ở thành phố Toyokawa, tỉnh Aichi, Nhật Bản. Nó là một trong những nhà máy vũ khí lớn nhất của Đế quốc Nhật, nhưng không bị lực lượng Đồng minh ném bom cho đến sau vụ đánh bom Hiroshima vào cuối cuộc chiến.

## Lịch sử

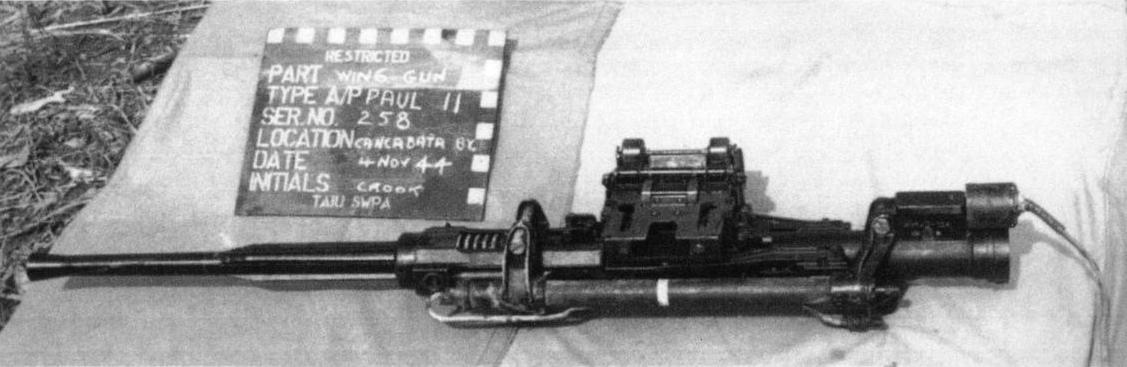
Một khẩu pháo máy bay Mẫu 99 bắt được bởi quân Đồng minh

Các kế hoạch thành lập Quân xưởng Hải quân Toyokawa được đề ra vào tháng 3 năm 1937, cùng với Quân xưởng Hải quân Suzuka ở tỉnh Mie ban đầu với mục đích cung cấp pháo tự động 13 mm và 20 mm cho Không lực Hải quân Đế quốc Nhật đang trong quá trình mở rộng nhanh chóng. Khu đất này được mua tại các thị trấn Toyokawa và Uchikubo và làng Yawata ở miền đông tỉnh Aichi vào tháng 7 năm 1938, và việc xây dựng bắt đầu vào ngày 1 tháng 10 năm 1938. Lễ khai mạc chính thức cho cơ sở mới được tổ chức vào ngày 15 tháng 12 năm 1939. nhà máy ban có diện tích 200 ha, và có 1.500 nhân viên.
Tuy nhiên, khi cuộc Chiến tranh Trung-Nhật lần thứ hai nhanh chóng phát triển thành Thế chiến II, nhu cầu vũ khí và đạn dược tăng lên. Quân xưởng Toyokawa mở rộng cơ sở của mình lên 330 ha vào năm 1940. 60% phía bắc đã dành cho việc sản xuất thuốc súng và đạn dược, và 40% khu vực phía nam được dành cho công việc gia công và lắp ráp, đặc biệt là cho súng máy bay Mẫu 92 7,7 mm và pháo máy bay Mẫu 99 20 mm. Ngoài vũ khí máy bay, Quân xưởng Toyokawa cũng sản xuất kiếm guntō, lưỡi lê, súng lục Nambu và nhiều loại vũ khí pháo binh cỡ nhỏ cũng như các thiết bị quang học như máy đo tầm xa và ống nhòm.
Đến tháng 2 năm 1945, nhà máy đã sử dụng 56.400 nhân công, trong đó có hơn 6000 học sinh đã được quân đội Nhật Bản giao làm việc tại nhà máy. Nhà máy cũng bao gồm các cơ sở cấp nước và khí đốt và phòng riêng cho các công nhân.
Mặc dù có ý nghĩa quân sự rõ ràng, Quân xưởng Toyokawa không bị ném bom cho đến giai đoạn cuối cùng của Thế chiến II. Vào sáng ngày 7 tháng 8 năm 1945, 135 máy bay ném bom B-29 Superfortress của Không quân Lục quân Hoa Kỳ thuộc không đoàn ném bom số 20, số 58, số 313, và số 314 được phóng từ Guam, Saipan và Tinian. Chúng được gia nhập bởi 48 chiếc máy bay chiến đấu P-51 Mustang hộ tống được phóng từ Iwo Jima.Đến khu vực mục tiêu lúc 10:13 sáng, mười hai chiếc B-29 đã đánh bom Quân xưởng Hải quân Toyokawa, trong khi những chiếc máy bay ném bom còn lại tập trung vào trung tâm dân cư của Toyokawa, và những chiếc P-51 thì tấn công các mục tiêu cơ hội. Tổng cộng 3.256 quả bom 500-lb (813 tấn) đã bị thả thành phố từ độ cao 15.000 - 17.000 feet. Ước tính thương vong dân sự dao động từ 2.544 đến 2.677 người thiệt mạng, trong đó có hàng trăm phụ nữ và 452 học sinh (tất cả là người đã được quân đội Nhật Bản giao nhiệm vụ làm việc tại quân xưởng).
Sau Thế chiến II, địa điểm của cựu Quân xưởng Hải quân Toyokawa đã được phát triển thành một khu công nghiệp lớn, với một phần nhỏ được trao cho JGSDF(Lực lượng phòng vệ mặt đất Nhật Bản) Trại Toyokawa. Một nhà máy vận tải đường sắt lớn được vận hành bởi Đường sắt Quốc gia Nhật Bản (JNR) hiện đang được vận hành bởi Nippon Sharyo, và một số ngành công nghiệp khác cũng hoạt động trong khu vực.

## Ngoài ra
- Cuộc đánh bom Toyokawa trong Thế chiến thứ hai